# Mattia Contini
Mattia Contini (Livorno, 27 ottobre 1994) è un ostacolista italiano, specializzato nei 400 metri ostacoli e che ha rappresentato l'Italia agli Europei di Amsterdam 2016.

## Biografia
Da sempre tesserato per l'Atletica Libertas Livorno per la quale gareggia dal 2004 (divenuta poi nel 2008 Atletica Libertas Runners Livorno), viene allenato da Vittorio Vece.
2010, primo anno nella categoria allievi, esce in batteria sui 60 m hs indoor agli italiani al coperto e finisce ottavo nella finale 2 dei 110 m hs nei nazionali under 18.
Nel 2011 ha partecipato in Francia ai Mondiali allievi di Lilla dove è uscito in semifinale. 
In Italia disputa la finale ai campionati italiani under 18 sia sui 60 m hs indoor (8º) che nei 100 m hs all'aperto (4º).
Dopo aver saltato l'intera stagione sportiva 2012, affronta i campionati italiani juniores indoor non partendo nella finale dei 60 m hs. All'aperto si laurea vicecampione italiano juniores sui 400 m hs e poi partecipa agli assoluti di Milano, uscendo in batteria.
Sempre nel 2013 è stato semifinalista agli Europei juniores svoltisi in Italia a Rieti.
2014, sesto posto sui 60 m hs agli italiani promesse al coperto; nella stagione outdoor vince il suo primo titolo italiano giovanile sui 400 m hs ai nazionali promesse e poi agli assoluti di Rovereto non supera la batteria.
Fuori in batteria a Tallinn negli Europei under 23 tenutisi nel 2015 in Estonia.
Medaglia d'argento con la 4x400 m ai nazionali universitari (sesto sui 400 m hs), campione italiano promesse per la seconda volta e poi prende parte agli assoluti di Torino: col 50"74 corso in finale, chiusa al quarto posto, guadagna il pass (occorreva comunque ancora un altro under 51" entro il 26 giugno del 2016) per gli Europei di Amsterdam 2016.
Nel 2016 dopo aver vinto il terzo, su altrettante finali, titolo italiano promesse si è laureato vicecampione assoluto a Rieti (col suo nuovo record personale di 49”94, prima volta in carriera sotto i 50”): con il podio ai campionati nazionali ha ottenuto la qualificazione agli Europei di Amsterdam, insieme agli altri due medagliati José Bencosme (oro) e Mario Lambrughi (bronzo); il terzetto ha guadagnato l'accesso agli Europei seniores, avendo la meglio su altri sei ostacolisti sul giro di pista (gli altri sei finalisti agli assoluti di Rieti più Aramis Diaz), tutti in possesso del minimo richiesto per l'accesso ai campionati continentali.
Nello stesso anno in ambito internazionale ha prima vinto l'argento in Tunisia ai Mediterranei under 23 di Tunisi e poi ha esordito con la maglia della Nazionale assoluta: nei Paesi Bassi ha gareggiato agli Europei di Amsterdam dove è giunto fino alla semifinale; poi è stato eliminato non riuscendo quindi ad accedere alla finale.

## Progressione

### 400 metri ostacoli
| Stagione | Tempo | Luogo  | Data      | Rank. Mond. |
| -------- | ----- | ------ | --------- | ----------- |
| 2016     | 49"94 | Rieti  | 26-6-2016 | -           |
| 2015     | 50"74 | Torino | 26-7-2015 | -           |
| 2014     | 51"36 | Torino | 7-6-2014  | -           |
| 2013     | 52"36 | Rieti  | 20-7-2013 | -           |
| 2011     | 52"88 | Siena  | 18-9-2011 | -           |
| 2010     | 58"22 | Pisa   | 9-5-2010  | -           |

## Palmarès
| Anno | Manifestazione          | Sede      | Evento   | Risultato  | Prestazione | Note  |
| ---- | ----------------------- | --------- | -------- | ---------- | ----------- | ----- |
| 2011 | Mondiali allievi        | Lilla     | 400 m hs | Semifinale | 53"75       | [ 4 ] |
| 2013 | Europei juniores        | Rieti     | 400 m hs | Semifinale | 52"36       | [ 5 ] |
| 2015 | Europei under 23        | Tallinn   | 400 m hs | Batteria   | 52"08       | [ 6 ] |
| 2016 | Mediterranei under 23   | Tunisi    | 400 m hs | Argento    | 51"29       | [ 7 ] |
| 2016 | Europei                 | Amsterdam | 400 m hs | Semifinale | 50"78       | [ 8 ] |
| 2018 | Giochi del Mediterraneo | Tarragona | 400 m hs | Batteria   | 50"86       |       |

## Campionati nazionali
- 3 volte campione promesse sui 400 m hs (2014, 2015, 2016)

2010
- In batteria ai Campionati italiani allievi-juniores-promesse indoor, (Ancona), 60 m hs - 9"11[9]
- 8º ai Campionati italiani allievi e allieve, (Rieti), 110 m hs - 15"58 (Finale 2)[10]

2011
- 8º ai Campionati italiani allievi-juniores-promesse indoor, (Ancona), 60 m hs - 16"67[11]
- 4º ai Campionati italiani allievi e allieve, (Rieti), 400 m hs - 55"10[12]

2013
- In finale ai Campionati italiani allievi e juniores indoor, (Ancona), 60 m hs - dns[13]
- Argento ai Campionati italiani juniores e promesse, (Rieti), 400 m hs - 53"63[14]
- In batteria ai Campionati italiani assoluti, (Milano), 400 m hs - 53"48[15]

2014
- 6º ai Campionati italiani juniores e promesse indoor, (Ancona), 60 m hs - 8"23[16]
- Oro ai Campionati italiani juniores e promesse, (Torino), 400 m hs - 51"38[17]
- In batteria ai Campionati italiani assoluti, (Rovereto), 400 m hs - 52"23[18]

2015
- 6º ai Campionati nazionali universitari, (Fidenza), 400 m hs - 53"58[19]
- Argento ai Campionati nazionali universitari, (Fidenza), 4x400 m - 3'21"93[20]
- Oro ai Campionati italiani juniores e promesse, (Rieti), 400 m hs - 51"44[21]
- 4º ai Campionati italiani assoluti, (Torino), 400 m hs - 50"74[22]

2016
- Oro ai Campionati italiani juniores e promesse, (Bressanone), 400 m hs - 51"03[23]
- Argento ai Campionati italiani assoluti, (Rieti), 400 m hs - 49"94[24]